# Louis Stouff (1859-1936)
Pour les articles homonymes, voir Stouff.
Ne doit pas être confondu avec Louis Stouff (1930-2014).
Louis Stouff, né à Porrentruy, le 31 octobre 1859 et mort à Meylan, le 10 juillet 1936 est un historien spécialiste d'histoire du droit et d'histoire médiévale.

## Biographie
Issu d'une famille originaire de Florimont (Territoire de Belfort)  et de Porrentruy (actuel canton du Jura) qui avait fui Metz et s'était installée à Grenoble à la suite de la guerre franco-prussienne, c'est dans cette ville qu'il commence ses études avant de les poursuivre à la Faculté de Lyon où il est reçu licencié ès lettres en 1878.
Il effectue ses études de droit à l’université de Grenoble : licence en 1881 ; doctorat en 1884. Il se réoriente et suit les cours d’histoire du Moyen Âge, de paléographie et de diplomatique à la Sorbonne, où il obtient son deuxième doctorat  en 1891.
Sa thèse sera publiée en deux volumes, sous le titre de Le pouvoir temporel des Évêques de Bâle et le Régime municipal depuis le XIIIe siècle jusqu’à la Réforme.
En 1891, il est nommé professeur à l’université de Dijon, poste qu’il occupe jusqu’en 1931.
Il est l’auteur d’un grand nombre d’ouvrages dont notamment plusieurs études consacrées à l’histoire comtoise, alsacienne ou jurassienne.
Il est le frère du mathématicien Xavier Stouff (1861-1903) et le grand-père de l'historien Louis Stouff (1930-2014).

## Publications
- Du Précaire en droit romain, du colonat partiaire en droit français. Grenoble : impr. de G. Dupont, 1884. Thèse : Droit : Grenoble : 1984.
- Étude sur la formation des contrats par l'écriture dans le droit des formules du Ve   au   XIIe siècle. Paris, 1887. Extrait de la Nouvelle revue historique de droit français et étranger.
- De formulis secundum legem romanam a VII° saeculo ad XIIum saeculum.Parisiis : apud Larose et Forcel, 1890. Thèse : Lettres : Paris : 1890.
- "Rôle de la ville et communauté de Saint-Ursanne", in Nouvelle revue historique de droit français et étranger, 1890
- Le pouvoir temporel des évêques de Bâle et le régime municipal depuis le XIIIe siècle jusqu'à la réforme. Paris ; L. Larose et Forcel, 1891. Thèse : Lettres : Paris : 1890-91.
- Le Régime Colonger dans la Haute-Alsace et les pays voisins à propos d'un rôle colonger inédit du Xve siècle. Paris : Larose et Forcel, 1893.
- Étude sur le principe de la personnalité des lois depuis les invasions barbares jusqu'au XIIe siècle. Paris : L. Larose, 1894. Extrait de la Revue bourguignonne de l'enseignement supérieur, T.4, no 2
- Le cartulaire du prieuré de Saint-Marcel-lès-Châlon : notes sur quelques institutions juridiques en Bourgogne au XIe siècle. Paris : L. Larose, 1895. Extrait de la Revue bourguignonne de l'enseignement supérieur, année 1895.
- Deux chartes de franchises en Dauphiné, Bressieux, 1288, La Côte-Saint-André, 1301. Paris : L. Larose, 1895. Extrait de la Nouvelle revue historique de droit français et étranger, mai-juin 1895.
- Cartulaire de la ville d'Arbois au comté de Bourgogne, : suivi de ; Pièces annexes, de notes et de tables : XIIIe et XIVe siècles. Dijon : Revue bourguignonne de l'enseignement supérieur ; Paris : A. Rousseau, 1898.
- Les Comtes de Bourgogne et leurs villes domaniales : étude d'après le cartulaire de la ville d'Arbois. Paris : Larose, 1899.
- Le rôle de la ville et prévôté de Saint-Ursanne. 1899.
- Les Origines de l'annexion de la Haute-Alsace à la Bourgogne en 1469 : étude sur les terres engagées par l'Autriche en Alsace depuis le XIVe siècle, spécialement la seigneurie de Florimont. Dijon : Damidot, Nourry, Rey, Venot ; Paris : A. Rousseau, 1900.
- La Description de plusieurs forteresses et seigneuries de Charles le Téméraire en Alsace et dans la haute vallée du Rhin : Bergheim, Brisach, Ensisheim, Hauenstein et la Forêt-Noire, Landser, Laufenbourg, Ortemberg, Rheinfelden, Seckingen, Thann, Waldshut, etc par maître Mongin Contault ; éd. Louis Stouff. Paris : L. Laroise, 1902.
- Les Possessions bourguignonnes dans la vallée du Rhin sous Charles le Téméraire : d'après l'Information de Poinsot et de Pillet, commissaires du duc de Bourgogne (1471) Paris : L. Larose, 1904. Extrait des Annales de l'Est.
- Essai sur le lieutenant général B[ar]on Delort d'après ses archives et les archives du Ministère de la Guerre, suivi de documents relatifs à la carrière militaire du général Delort depuis 1792 jusqu'à 1815. Dijon : Damidot frères, 1905.Extrait de la Revue bourguignonne, T.15 f.2-3)
- Un recueil de jurisprudence et de coutumes bourguignonnes. Paris : L. Larose, 1905.
- « Essai sur le lieutenant général baron Delort », in Revue bourguignonne, 1905, T. XV, 2 et 3
- Le lieutenant général Delort : d'après ses archives et les archives du ministère de la Guerre, 1792-1815. Paris ; Nancy : Berger-Levrault et Cie, 1906.
- Deux documents relatifs à Catherine de Bourgogne, Duchesse d'Autriche, Comtesse de Ferrette et d'Alsace. Paris; Nancy : Berger-Levrault, 1907. Extrait des Annales de l'Est et du Nord, no 2.
- Comptes du domaine de Catherine de Bourgogne, duchesse d'Autriche, dans la Haute-Alsace, extraits du Trésor de la Chambre des comptes de Dijon (1424-1426). Paris, 1907.
- L'interpretatio de la loi romaine des Wisigoths dans les formules et les chartes du VIe   au   XIe siècle. Montepellier : Société anonyme de l'imprimerie générale du Midi, 1908. Extraits des Mélanges Fitting.
- Le livre des fiefs alsaciens mouvants de l'Autriche sous Catherine de Bourgogne, duchesse d'Autriche, comtesse d'Alsace et de Ferrette. Paris : Larose et Tenin, 1910.
- Catherine de Bourgogne et la féodalité de l'Alsace autrichienne : ou un essai des Ducs de Bourgogne pour constituer une seigneurie bourguignonne en Alsace (1411-1426). - Paris : libr. de la Société du Recueil Sirey, 1913.
- Mélusine ou la Fée de Lusignan de Jean d'Arras ; adaptation en français moderne par Louis Stouff. Paris : F. Sant'Andrea, 1925.
- Le roman de Mélusine et le siège de Porrentruy : conte inédit du XIVe siècle mis en français moderne et annoté par L. Stouff. Bienne : Impr. W. et Ch. Gassmann, 1927.
- La légende de Mélusine et l'Alsace. [Colmar], 1927. - Extrait de la Revue d'Alsace.
- "La seigneurie de Belfort engagée par les ducs d'Autriche à Charles le Téméraire duc de Bourgogne d'après le texte inédit du cartulaire des seigneuries gageries autrichiennes tiré des Archives de la Chambre des comptes de Dijon 1469", in Bulleletin de la Société d'émulation de  Belfort, 1927-1928, XLII, p. 19-54.
- Contribution à l'histoire de la Bourgogne, au concile de Bâle, textes inédits extraits des archives de la Chambre des comptes de Dijon, 1433. Dijon : imp. L. Lépagnez, 1928. Extrait des Publications de l'Université de Dijon, 1928, fasc. I.
- Essai sur Mélusine, roman du XIVe siècle par Jean d'Arras. Paris : A. Picard ; Dijon : Bellais : Dugrivel : Rebourseau, 1930.
- "Marguerite de France, comtesse de Flandre, d'Artois et de Bourgogne, et sa ville d'Arbois au comté de Bourgogne" in Annales de Bourgogne III (1931), 7 - IV (1932) 7, 240 - V (1933), 257.